# Larson-Miller-Beziehung
Die Larson-Miller-Beziehung ermöglicht es thermisch aktivierte Vorgänge in Werkstoffen, insbesondere das Kriechversagen, über einen Ansatz der Zeit-Temperatur-Äquivalenz universell zu beschreiben. Sie kann ferner für den Härteabfall gehärteter Stahlteile während des Anlassens verwendet werden (siehe hierfür auch: Hollomon-Jaffe-Parameter).
Der Larson-Miller-Parameter
{\displaystyle LMP=T\cdot (log(t)+C)}
bemisst dabei die "thermische Last", welche bei der konstanten Temperatur T (in Kelvin) über die Zeit t (in Stunden) auf das Material einwirkt. Die experimentell zu ermittelnde Materialkonstante C liegt für Eisen-, Nickel- und Kobaltbasiswerkstoffe bei 20. Die Temperatur hat folglich einen wesentlich stärkeren Einfluss als die Zeit.
Die Formel wurde von J.H. Holloman und L.D. Jaffe in den 1940er Jahren aufgestellt und wenige Jahre später von F.R. Larson und J. Miller zur Beschreibung des Kriechverhaltens von Stählen genutzt. Sie dient heute aufgrund umfangreicher experimenteller Untersuchungen von Kriech- und Bruchvorgängen u. a. zur Lebensdauervorhersage von Turbinenschaufeln in Flugzeugturbinen.